# Ekonomika Litvy
Ekonomika Litvy patří i přes značný rozvoj v uplynulém desetiletí mezi pět nejméně vyspělých ekonomik EU. Světová banka ji řadí do skupiny Upper-middle-income economies (nadprůměrně příjmové ekonomiky). Dle Mezinárodního měnového fondu má Litva HDP na obyvatele v paritě kupní síly 17 733 USD (2007) a je tak čtyřicátášestá na světě. Litva byla jednou z nejrychleji rostoucí ekonomik Evropy díky úspěšným reformám. Pro vysoký růst HDP v letech 2000–2007 byla označována za ekonomického tygra. 

## Ekonomický vývoj
Ve 2. polovině 20. století se agrární charakter litevské ekonomiky změnil na průmyslově-agrární. Hlavními odvětvími průmyslu se staly strojírenství, kovozpracující průmysl a chemický průmysl. Avšak ani potravinářský a lehký průmysl neztratily v zemi svůj význam. Vznikly nové průmyslové podniky – závod Baltia na výrobu lodí v Klaipėdě, závod na výrobu obrazovek Ekranas v městě Panevėžys či závod na výrobu televizorů v Šiauliai. Roku 1959 byla vybudována Kaunaská hydroelektrárna a v roce 1983 byl dokončen první blok Ignalinské jaderné elektrárny.
Po vyhlášení nezávislosti v roce 1990 musela Litva velmi rychle liberalizovat ekonomiku, transformovat ji na tržní model a provést privatizaci hospodářských subjektů (první vlna v letech 1991–1995 probíhala systémem kupónové privatizace pomocí investičních voucherů). V letech 1991 až 1993 prožívala Litva (obdobně jako Lotyšsko a Estonsko) obrovskou inflaci – roční inflace v roce 1991 činila 383 %. Ekonomika se začala stabilizovat v roce 1994, tehdy také byla obnovena litevská měna.
Stejně jako Lotyšsko a Estonsko zažila i Litva vlnu ekonomického růstu taženou bankovním sektorem a stavebnictvím. Nízké úrokové sazby úvěrů daly podnět k rozmachu obchodu s nemovitostmi. Na začátku krize však šly ceny nemovitostí prudce dolů, výstavba se zastavila a tisíce lidí přišly o práci a o možnost dluhy splácet.
Po ruské invazi na Ukrajinu začala Litva podobně jako další Baltské státy vydávat stále větší prostředky na obranu země, v roce 2025 si stanovila cíl vydávat na obranu země přes 5 % svého HDP.

## Ekonomická struktura

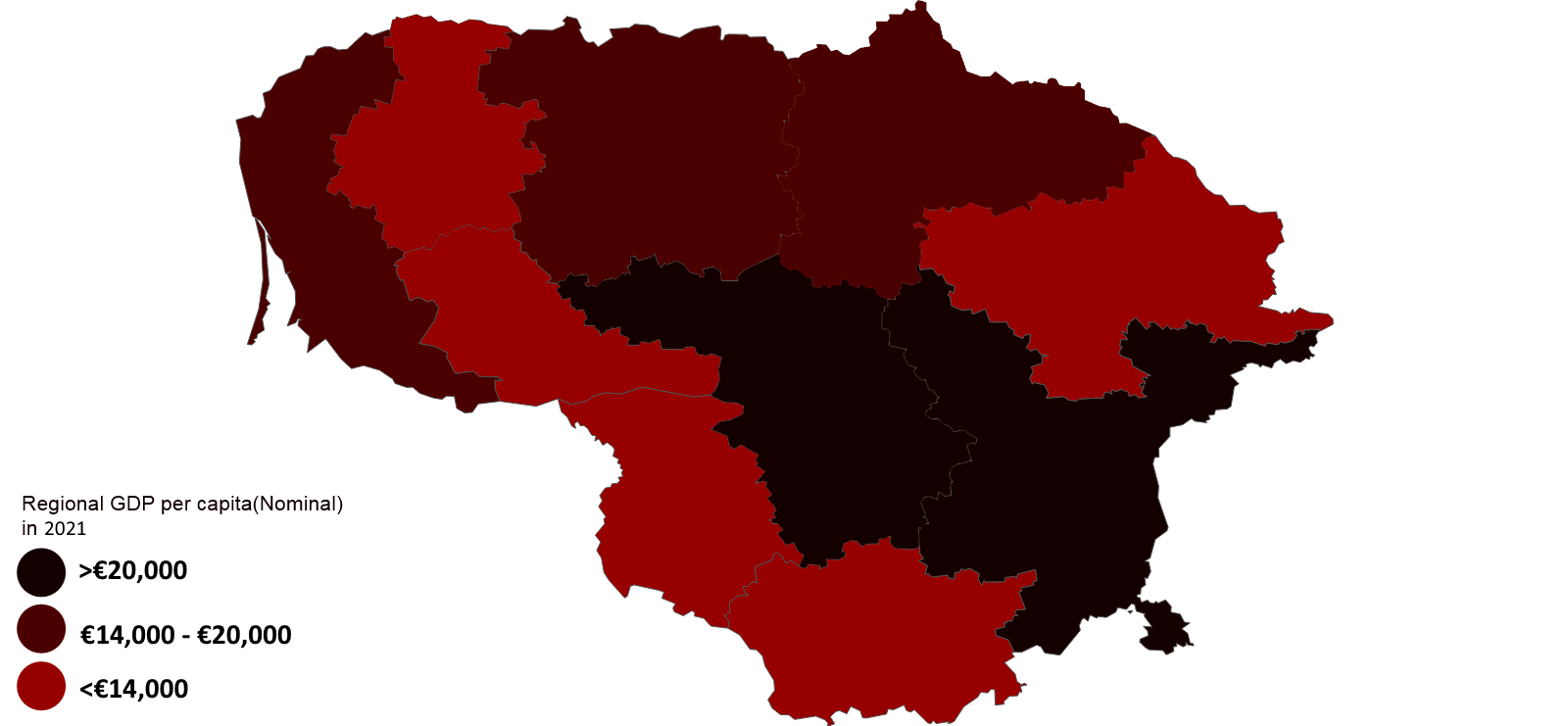
HDP dle regionů

Litevský export je tvořen zejména z minerálních produktů, textilního zboží, potravinářských výrobků, hnojiv, chemické výroby, nábytku, dopravních prostředků (reexport ojetin), strojů a zařízení, televizorů a obrazovek, nápojů, cigaret, elektrické energie, dřeva a dřevěné výroby.
V zemědělství převažuje živočišná produkce nad rostlinnou. Chov prasat, skotu, koní a drůbeže. Produkce masa, mléka a rybích výrobků. Pěstuje se ječmen, pšenice, žito, len, brambory, cukrová řepa a zelenina.
Hlavní průmyslová odvětví zde jsou strojírenství a elektrotechnika, potravinářství, chemický průmysl, dřevozpracující a papírenský průmysl, textilní a průmysl stavebních hmot. Největší litevskou firmou je ropná rafinérie AB ORLEN Lietuva v Mažeikiai, která je jedinou rafinérií v pobaltských státech a jejíž význam stále stoupá, vytváří zhruba 10% HDP Litvy, navazuje na ni dalších 8 velkých zpracovatelů ropných produktů. Další významnou firmou je Achema – největší výrobce dusíkatých hnojiv a dalších chemických výrobků v Pobaltí. V potravinářském průmyslu je významným oborem pivovarnictví – největšími pivovary jsou Kalnapilis v Panevėžysu, Švyturys v Klaipedě, Utenos alus v Uteně, Ragutis v Kaunasu, Vilniaus Tauras ve Vilniusu a Gubernija v Šiauliai. Hlavní pivovary produkují asi 50 různých značek piva, světlé a tmavé barvy. Světoznámá je produkce jantaru. Díky slabé surovinové základně ložiska rašeliny je produkce elektrické energie téměř výhradně závislá na jaderné energetice. Ignalinská jaderná elektrárna, která se nachází u města Visaginas, produkovala až 80 % elektrické energie státu, čímž v rámci Evropy Litva zaujímala přední místo v podílu jaderné energetiky. Od 1. ledna 2010 je elektrárna v souladu s přístupovou dohodou k EU odstavena. Připravuje se její nahrazení moderní elektrárnou v tomtéž areálu. Průmysl je soustředěn zejména do větších měst jako jsou Vilnius, Kaunas, Klaipėda a Šiauliai.